# Lastreopsis subsimilis
Lastreopsis subsimilis är en träjonväxtart som först beskrevs av William Jackson Hooker, och fick sitt nu gällande namn av Tind. Lastreopsis subsimilis ingår i släktet Lastreopsis och familjen Dryopteridaceae. Inga underarter finns listade.